# 藝術歌曲
藝術歌曲（德語：Lied）與歌曲有所不同；藝術歌曲（Lied）的德語字義即是「歌曲」，但「藝術歌曲」通常特指歐洲古典音樂中的一種歌曲型式，英語也可稱為「art song」。典型的藝術歌曲表演型式是由一位歌唱者與鋼琴伴奏一起演出。有時候多首藝術歌曲（Lieder）可以組成一組聯篇歌曲（德語：Liederkreis，英語：song cycle）—由一串歌曲連接成單一故事或主題。作曲家舒伯特及舒曼即擅長寫作這類型的音樂作品。因為在德語中，「Lied」僅指「歌曲」，因此德語的使用者也經常以更精確的字「Kunstlied」來指稱「藝術歌曲」。

## 歷史
在德語中，Lied 具有相當久遠的歷史，從12世紀經由民歌（Volkslieder）和教堂讚美詩（Kirchenlieder）表現的遊吟詩人歌曲（Minnesang），到20世紀的諷刺歌曲或抗議歌曲（Kabarettlieder, Protestlieder）都有它的蹤跡。
在德國，歌曲發展的重要年代在19世紀。德國及奧地利作曲家從寫作附伴奏樂器的聲樂作品，發展到古典時期及浪漫時期音樂與德國文學相呼應，在作品中引用文學題材，作曲家可以從詩當中獲得許多靈感，因而產生出藝術歌曲（Lied）的類型。莫扎特及貝多芬所作的歌曲即為藝術歌曲的濫觴，但直到舒伯特才為藝術歌曲型式建立了明確的意涵，在文字與音樂間找到新的平衡，對於文字所表達的意念昇華至與音樂的呈現互相輝映。常被引用的诗人有：歌德（Goethe），海涅（Heine），席勒（Schiller）等。舒伯特寫作超過六百首歌曲，有些是具有故事內容的聯篇歌曲的型式，如：《美麗的磨坊少女》、《冬之旅》、《天鵝之歌》；心靈上的遊歷更勝於肉體上的遭遇。此一藝術歌曲的傳統由舒曼、布拉姆斯及雨果·沃尔夫（Hugo Wolf）承續了下來，並且傳承到了20世紀的理查·史特勞斯和馬勒。此種藝術歌曲的歌曲質體，類似三個世紀前的義大利牧歌（madrigal），充分展現了人類情感中最豐富的創作力。

## 其他國家的藝術歌曲
藝術歌曲的傳統與德國語文有著密不可分的關係，然而在其他國家，也有一些相類似的歌曲型式。比較著名的作曲家如法國的佛瑞、德布西、普朗克，和俄羅斯的穆索斯基。而20世紀的英國也有幾位作曲家，如佛漢·威廉士和布里頓，寫作過此類型的作品。

## 華人主要藝術歌曲作者

### 中國大陸
- 李叔同
- 沈心工
- 蕭友梅
- 趙元任
- 黃自
- 賀綠汀
- 劉雪庵
- 冼星海
- 聶耳
- 鄭律成
- 施光南
- 尚德義
- 姚明
- 阿拉騰奧勒
- 徐沛東

### 台灣
- 呂泉生
- 郭芝苑
- 郭子究
- 蕭而化
- 李抱忱
- 黃友棣
- 蕭泰然
- 張炫文
- 林道生
- 李泰祥
- 金希文
- 冉天豪

## 外部連結
- The Lied and Art Song Texts Page（英文）